# Kościół św. Krzyża w Aleppo
Kościół św. Krzyża w Aleppo – kościół parafialny ormiańskokatolickiej parafii św. Krzyża w Aleppo. Położony jest w centrum miasta, w dzielnicy Al-Uruba.

## Historia
Kościół został wzniesiony pod koniec XX wieku. Konsekrowano go 24 kwietnia 1993 r.

## Architektura
Świątynia jest trójnawową budowlą murowaną wzniesioną w tradycyjnym stylu ormiańskim, zwieńczoną kopułą.

## Wnętrze
W prezbiterium znajduje się okazały, utrzymany w tradycyjnym stylu ormiańskim ołtarz z obrazem Matki Bożej. Po bokach prezbiterium ustawione są dwa mniejsze ołtarzyki.